# 大久保徳二郎
大久保 徳二郎（おおくぼ とくじろう、1908年3月14日 - 1974年8月19日）は、日本の作曲家、編曲家、映画音楽家である。ジャズバンドのサックス奏者から転向、作詞家の島田磬也、歌手のディック・ミネとのチームで第二次世界大戦前のテイチクレコードのヒットメーカーだった。

## 来歴・人物
1908年（明治41年）3月14日、東京市本所区（現在の墨田区本所）に生まれる。ジャズのサックス奏者として上海に渡る。帰国後、テイチクレコードに入社、専属バンドで演奏する。このころ結婚し、1936年（昭和11年）、のちに衆議院議員となる大久保直彦が生まれた。
1938年（昭和13年）、日活多摩川撮影所が製作したトーキー映画『指輪のワルツ』（監督吉村廉）の劇伴を作曲をし、映画音楽家としてデビューする。
1939年（昭和14年）1月に古賀政男がテイチクを退社すると、ディック・ミネは作曲者に大久保を指名、島田磬也の作詞、杉原泰蔵の編曲により生まれた『或る雨の午後』で大久保は作曲家としてデビュー、大ヒットを飾った。同年暮れ、日活京都撮影所が製作した異色のオペレッタ時代劇『鴛鴦歌合戦』（監督マキノ正博、主演片岡千恵蔵）にミネが出演することになり、島田の作詞およびオペレッタ構成とともに、大久保も作曲とオーケストラの指揮を執った。同作のミネの歌唱部分には一部『或る雨の午後』のメロディをフィーチャーする。同作は同年12月14日に公開された。ひきつづきマキノ監督の千恵蔵主演映画『弥次喜多 名君初上り』の劇伴を作曲、同作は翌1940年（昭和15年）1月13日に公開された。
1948年（昭和23年）、歌手の菊池章子と再婚するも、1956年（昭和31年）には離婚した。孫にcaminoのKIKUと、かつてBREATHのメンバーで作曲家の菊池一仁の兄弟がいる。
1974年（昭和49年）8月19日に死去。66歳没。戦前戦後を通じて80作近くの映画音楽に携わった。

## ディスコグラフィ
- ディック・ミネ『或る雨の午後』、作詞島田磬也、編曲杉原泰蔵、1939年　※デビュー曲
- ディック・ミネ『上海ブルース』、作詞北村雄三、1939年
- ディック・ミネ、服部富子『鴛鴦歌合戦』、作詞島田磬也、1939年
- ディック・ミネ、藤原千多歌『長崎エレジー』、作詞島田磬也、1947年
- ディック・ミネ『夜霧のブルース』、作詞島田磬也、1947年
- 田端義夫『嘆きのピエロ』、作詞島田磬也、1947年
- 菊池章子『春の舞妓』、作詞萩原四朗、1954年
- 田端義夫、白鳥みづえ『親子舟唄』、作詞藤田まさと、1955年

## フィルモグラフィ
- 指輪のワルツ 1938年　監督吉村廉　※日活多摩川撮影所
- 鴛鴦歌合戦　1939年　監督マキノ正博、作詞島田磬也、主演片岡千恵蔵　※日活京都撮影所
- 彌次喜多 名君初上り 1940年　監督マキノ正博
- 続清水港 1940年　監督マキノ正博
- 千日前附近 1945年　監督マキノ正博
- 粋な風来坊 1946年　監督マキノ正博
- 満月城の歌合戦 1946年　監督マキノ正博
- 地獄の顔　1947年　監督大曽根辰夫
- 三本指の男　1947年　監督松田定次
- 肉体の門 1948年　監督マキノ正博・小崎政房
- 盤嶽江戸へ行く 1949年　監督マキノ正博
- 殺陣師段平 1950年　監督マキノ正博
- 千石纏 1950年　監督マキノ正博
- 女賊と判官　1951年　監督マキノ雅弘・萩原遼
- 電光空手打ち　1956年　監督津田不二夫
- 流星空手打ち　1956年　監督津田不二夫
- 透明人間と蝿男　1957年　監督村山三男
- 北上川悲歌　1961年　監督曲谷守平　※第一プロ製作、新東宝配給